# Arbizu
Arbizu é um município da Espanha
na província e comunidade autónoma de Navarra. Tem 14,54 km² de área e em 2021 tinha 1 113 habitantes (densidade: 76,5 hab./km²).

## Demografia
| Variação demográfica do município entre 1991 e 2004 | Variação demográfica do município entre 1991 e 2004 | Variação demográfica do município entre 1991 e 2004 | Variação demográfica do município entre 1991 e 2004 |
| --------------------------------------------------- | --------------------------------------------------- | --------------------------------------------------- | --------------------------------------------------- |
| 1991                                                | 1996                                                | 2001                                                | 2004                                                |
| 918                                                 | 919                                                 | 947                                                 | 963                                                 |